# Contea di Hays
La contea di Hays, in inglese Hays County, è una contea dello Stato del Texas, negli Stati Uniti. La popolazione al censimento del 2010 era di 157 107 abitanti. Il capoluogo di contea è San Marcos. Il nome della contea deriva da John Coffee Hays (1817–1883), importante Texas Ranger e ufficiale della guerra Messicano-Americana. È stata creata nel 1876 dalla Contea di Travis.

## Storia
I primi abitanti della zona furono i Paleoamericani, che si insediarono nella contea nel 6000 a.C. Secondo degli studi archeologici nel 1200 a.C. alcune tribù Tonkawa cominciarono a coltivare le terre fertili della contea. Nel 1861 gli abitanti di Hays County votarono per la secessione dall'Unione.

## Geografia fisica
| Anno | Popolazione | ±%     |
| ---- | ----------- | ------ |
| 1850 | 387         |        |
| 1860 | 2 126       | 449,4% |
| 1870 | 4 088       | 92,3%  |
| 1880 | 7 555       | 84,8%  |
| 1890 | 11 352      | 50,3%  |
| 1900 | 14 142      | 24,6%  |
| 1910 | 15 518      | 9,7%   |
| 1920 | 15 920      | 2,6%   |
| 1930 | 14 915      | −6,3%  |
| 1940 | 15 349      | 2,9%   |
| 1950 | 17 840      | 16,2%  |
| 1960 | 19 934      | 11,7%  |
| 1970 | 27 642      | 38,7%  |
| 1980 | 40 594      | 46,9%  |
| 1990 | 65 614      | 61,6%  |
| 2000 | 97 589      | 48,7%  |
| 2010 | 157 127     | 61,0%  |

Secondo l'Ufficio del censimento degli Stati Uniti d'America la contea ha un'area totale di 680 miglia quadrate (1800 km²), di cui 678 miglia quadrate (1795 km²) sono terra, mentre 1,9 miglia quadrate (4,9 km², corrispondenti al del territorio) sono costituiti dall'acqua.

### Strade principali
- Interstate 35
- U.S. Highway 290
- State Highway 21
- State Highway 80

### Contee adiacenti
- Travis County (nord-est)
- Caldwell County (sud-est)
- Guadalupe County (sud)
- Comal County (sud-ovest)
- Blanco County (nord-ovest)

## Educazione
I distretti scolastici a Hays contea includono il San Marcos Consolidated, Dripping Springs Independentendent, Wimberley Independent, e le scuole Hays Consolidated. Nel 2009 nella contea erano presenti tre scuole superiori, cinque scuole medie e 11 scuole elementari.
L'istruzione superiore ad Hays County include un istituto dalla durata di quattro anni, il Texas State University, a San Marcos (il capoluogo).

## Galleria d'immagini

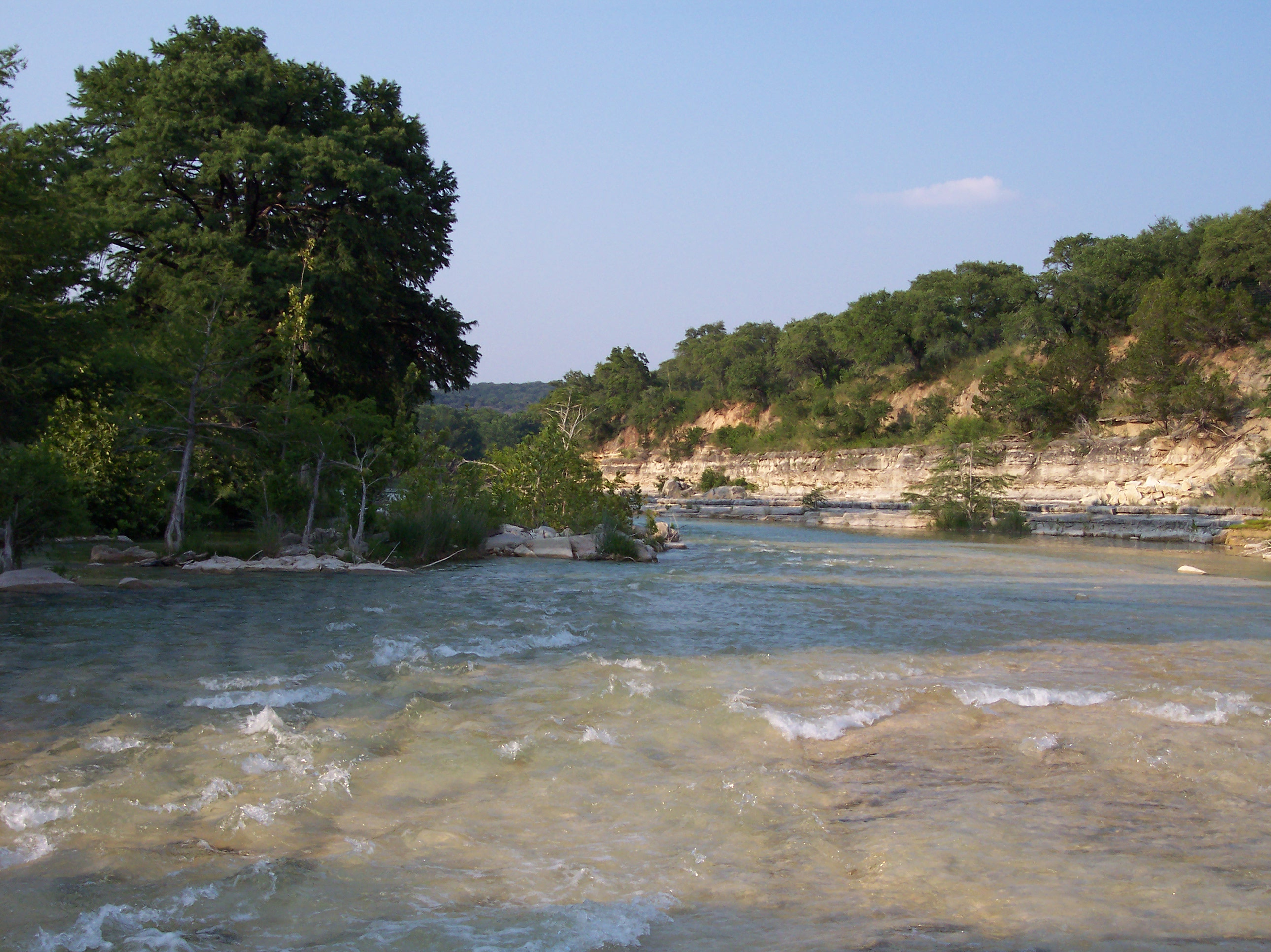
Fiume Blanco
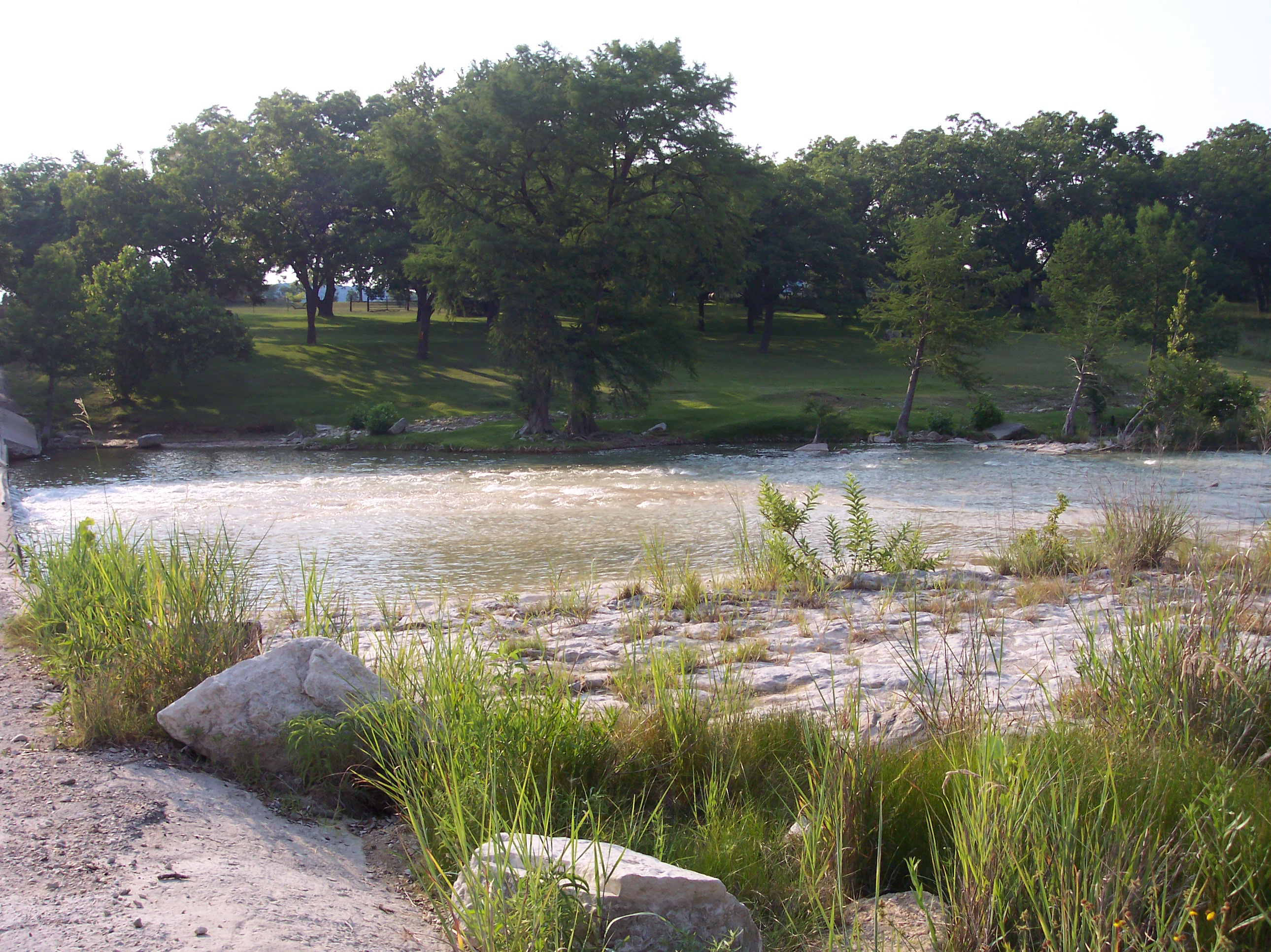
Un'altra immagine del fiume Blanco
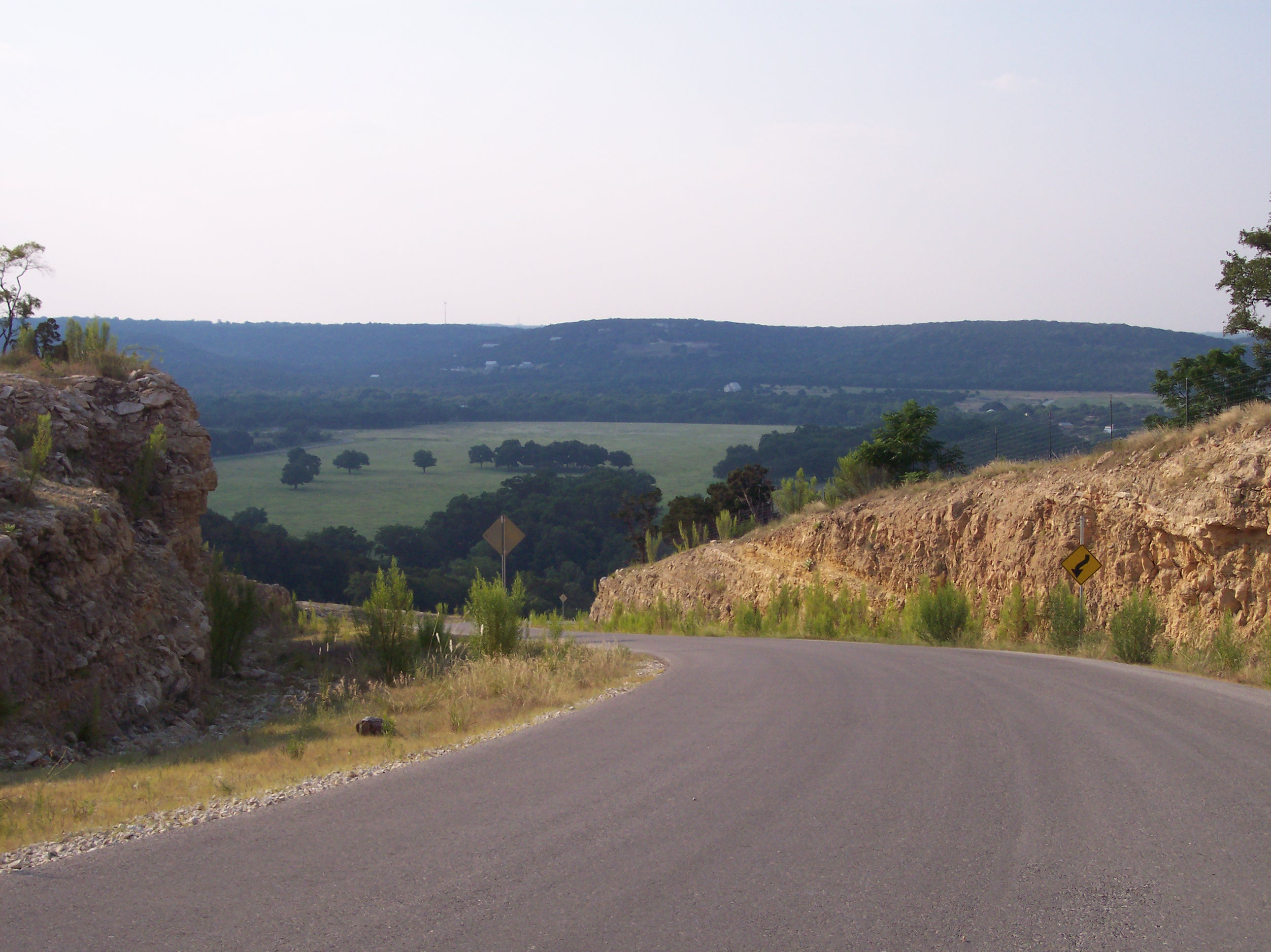
Texas Hill Country